# 21656 Knuth
21656 Knuth este o planetă minoră (asteroid), cu un diametru de 6,281 km, din centura de asteroizi. A fost descoperită pe 9 august 1999 la Ondřejovská hvězdárna⁠(d) de Petr Pravec⁠(d) și a fost numită după Donald E. Knuth. 
Obiectul prezintă o orbită caracterizată de o semiaxă mare de 2,7094975 UAi, o excentricitate de 0,23, o înclinație de 9,2562 ° în raport cu ecliptica.